# FSV Viktoria 1897 Cottbus
FSV Viktoria 1897 Cottbus is een Duitse voetbalclub uit de Brandenburgse stad Cottbus.

## Geschiedenis
De club werd in maart 1897 opgericht als FC Fidel Cottbus en is na SC Alemannia Cottbus de oudste club van de stad. In oktober 1897 werd de naam veranderd in SC Viktoria 1897 Cottbus. In 1900 was de club medeoprichter van de Neder-Lausitzse voetbalbond.
Na de Tweede Wereldoorlog werden alle Duitse voetbalclubs ontbonden. De club werd heropgericht en speelde in de jaren zestig onder de naam BSG Turbine Cottbus. Na de Duitse hereniging werd de naam gewijzigd in FSV Viktoria 1897 Cottbus. De club speelt in de lagere reeksen van het Duitse voetbal.